# イヴァン・イヴァノヴィチ・バリャティンスキー

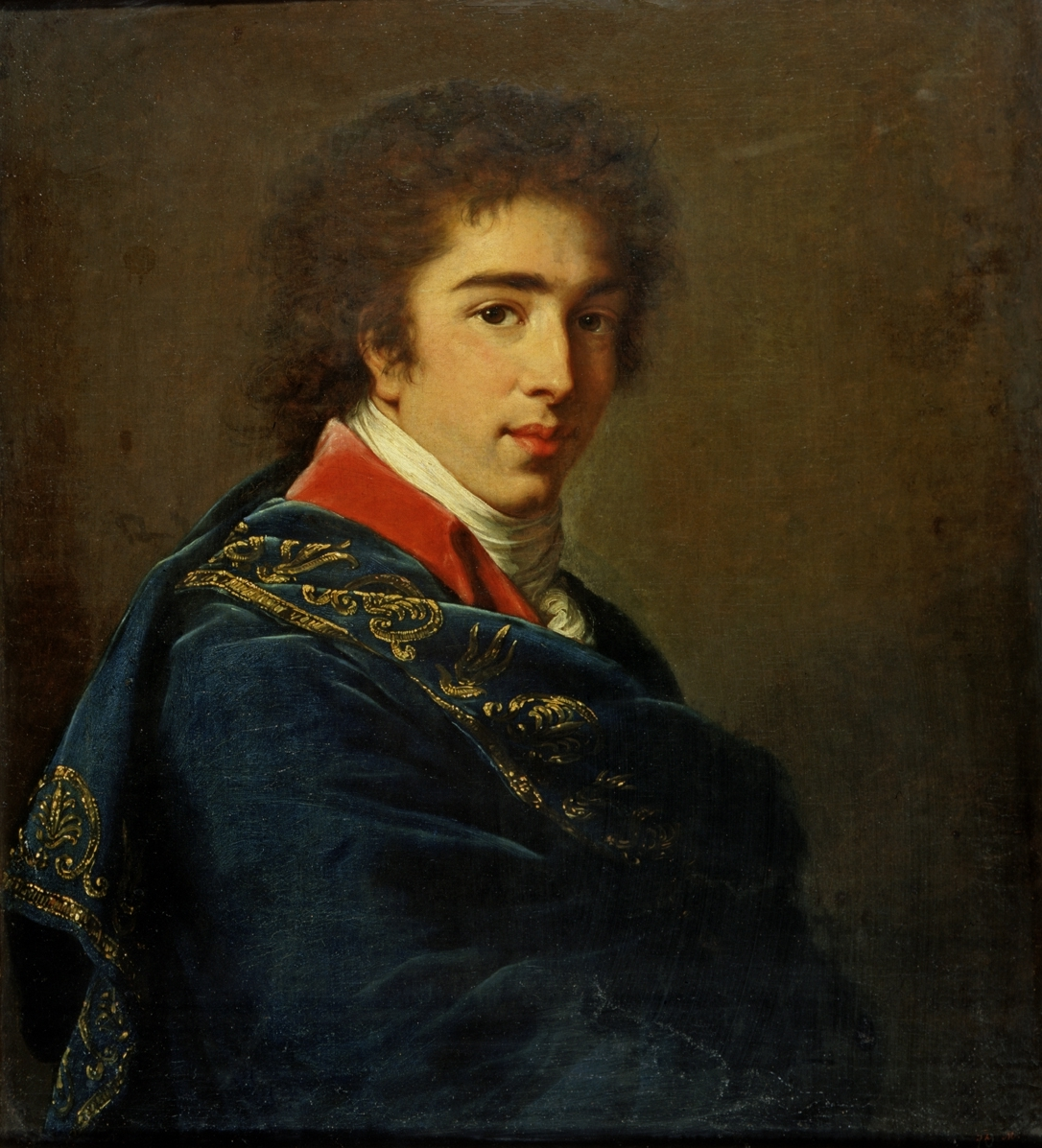
イヴァン・イヴァノヴィチ・バリャティンスキー公爵、ヴィジェ＝ルブラン画、1800年、トレチャコフ美術館蔵

イヴァン・イヴァノヴィチ・バリャティンスキー（Князь Ива́н Ива́нович Баря́тинский, 1772年10月17日 スモレンスク - 1825年6月13日 イヴァノフスコエ）は、帝政ロシアの貴族、外交官。公爵。在バイエルン・ロシア大使（在任1808年 - 1811年）。
在フランス・ロシア大使イヴァン・セルゲーエヴィチ・バリャティンスキー公爵とその妻のシュレースヴィヒ＝ホルシュタイン＝ゾンダーブルク＝ベック公女カタリーナの間の第1子・長男。1780年に近衛竜騎兵連隊所属の陸軍少尉およびポチョムキン元帥の副官の肩書を1790年に女帝エカテリーナ2世の侍従の肩書をそれぞれ与えられた。その後、軍務を離れて外交官に転じ、在英ロシア大使館の書記官となる。1808年から1811年まで在バイエルン・ロシア大使を務める。同職の退任後はクルスク州の所領イヴァノフスコエで領地経営に専念した。

## 子女
1806年、イギリスの馬主・鉄道事業者シェルボーン男爵の三女フランシス・メアリー・ダットン（1778年 - 1807年）と最初の結婚をするが、翌年死別。間に1女があった。
- エリザヴェータ・イヴァノヴナ・バリャティンスカヤ（1807年 - 1867年）

1813年、ドイツの外交官ケラー伯爵の長女マリー・フォン・ケラーと再婚し、間に7子をもうけた。
- オリガ・イヴァノヴナ・バリャティンスカヤ（1814年 - 1876年） - ヴラディーミル・ペトロヴィチ・オルロフ＝ダヴィドフ（ロシア語版）伯爵と結婚
- アレクサンドル・イヴァノヴィチ・バリャティンスキー（1815年 - 1879年） - 陸軍元帥、カフカース副王
- レオニーラ・イヴァノヴナ・バリャティンスカヤ（1816年 - 1918年） - レフ・ヴィトゲンシュテイン侯爵と結婚
- ヴラディーミル・イヴァノヴィチ・バリャティンスキー（ロシア語版）（1817年 - 1875年） - 陸軍中将
- マリヤ・イヴァノヴナ・バリャティンスカヤ（1818年 - 1843年） - ミハイル・ヴィクトロヴィチ・コチュベイ（ロシア語版）公爵と結婚
- アナトーリー・イヴァノヴィチ・バリャティンスキー（ロシア語版）（1821年 - 1881年） - 陸軍中将
- ヴィクトル・イヴァノヴィチ・バリャティンスキー（ロシア語版）（1821年 - 1881年） - 海軍大佐

## 引用・脚注
1. ↑  Valentin Rodinow (2007年), Russlands Seele: Ikonen, Gemälde, Zeichnungen aus der Staatlichen Tretjakow-Galerie Moskau, Kunst- und Ausstellungshalle der Bundesrepublik Deutschland, ISBN 978-3-7774-3485-8, 2022年1月29日閲覧。
2. ↑  Arthur Kleinschmidt (1877年), Russland's Geschichte und Politik dargestellt in der Geschichte des russischen hohen Adels, T. Kay, 2022年1月29日閲覧。
3. ↑  "Die Barjatinskis, Familie - Deutsch Druckgraphik". 2022年1月29日閲覧。